# Duecento
Duecento is de naam van de 13e eeuw in het Italiaans. Letterlijk betekent het "tweehonderd", waarmee de jaren 1200-1299 worden bedoeld. Het is met name een term die betrekking heeft op de kunst uit de periode van de protorenaissance in Italië. Na het duecento volgt in de kunstgeschiedenis het trecento.
Pre-renaissance kenmerken verschenen in de 13e eeuw in verschillende mate in de werken van de beeldhouwers Nicola Pisano en Arnolfo di Cambio, en in die van de schilders Cimabue en Pietro Cavallini, en, vooral, in de kunst van de dichter Dante en de schilder Giotto aan het begin van de 14e eeuw.